# ...e di Shaúl e dei sicari sulle vie da Damasco e...
...e di Shaúl e dei sicari sulle vie da Damasco e... è un film di coproduzione italo-siriana del 1973, diretto da Gianni Toti.

## Trama
Mentre è imprigionato in attesa della condanna a morte, Paolo di Tarso (o Shaúl) racconta la sua vita: dalle persecuzioni anti-cristiane alla conversione, i processi e gli scontri con i governatori, l'incontro con Erode Agrippa e Berenice, i sicari zeloti che cospirano la sua morte, i viaggi a Gerusalemme e a Roma dove scrive le sue epistole e l'ultimo incontro con il nipote Alexias che lo avverte di un sicario giunto appositamente da Gerusalemme per ucciderlo.
Tali vicende sono narrate, in una sorta di analessi e prolessi narrativa, a un gruppo di discepoli e di giovani del presente che le analizzano storicamente e teologicamente filtrandole nel clima post-contestatario, e nell'imminenza della Guerra del Kippur discutendo fatti di duemila anni prima (a partire dal 167 a.C. e da Antioco Epifane fino alla profezia di Enoch) e meditando sul futuro prossimo.

## Distribuzione
Il film ottenne il visto di censura n. 63.025 del 28 agosto 1973 per una lunghezza di 2.386 metri. La prima proiezione pubblica avvenne il 27 marzo 1974.